# 西爾鸚竺鯛
西爾鸚竺鯛（學名：Ostorhinchus sealei），又稱西爾天竺鯛，為輻鰭魚綱鈎頭魚目天竺鯛科鸚竺鯛屬的其中一個種。

## 分布
本魚分布於西太平洋區，包括日本、馬來西亞、菲律賓、印尼、新幾內亞、澳洲、越南、帛琉、索羅門群島等海域。

## 深度
水深3至25公尺。

## 特徵
本魚體延長而側扁，眼大，口大略下位。魚體呈淡黃色，頭部從吻至眼睛有一銀色的縱紋，並以該縱紋為界，頭部上半部為褐色；下半部為橙色，鰓蓋有2個橘色斑紋，體側有2條橘色細縱紋，第二條在體中央並延伸至尾柄，尾柄部有一小黑圓斑，各鰭紅色，背鰭硬棘8枚；背鰭軟條9枚；臀鰭硬棘2枚；臀鰭軟條8枚，體長可達10公分。

## 生態
本魚棲息於水質清澈的珊瑚礁，常成群聚集在樹枝珊瑚叢中，白天躲藏於岩架下或岩洞中，夜間出來覓食，屬肉食性，以底棲甲殼類為食。繁殖期時，雄魚具有口孵習性，卵約7日化成仔魚，由雄魚吐出，具短暫的仔魚飄浮期。

## 經濟利用
不具任何經濟價值。

## 外部連結
- Froese, R. & Pauly, D. (eds.) (2011). Ostorhinchus sealei. FishBase. Version 2011-12.

1. ↑  Ostorhinchus sealei at www.fishbase.org.